# Institut d'administration des entreprises de Poitiers
L'Institut d'administration des entreprises (IAE) de Poitiers est l'École de Management (Business School) de l'Université de Poitiers. Il fait partie depuis l'origine d'IAE France, premier réseau français de formation à la gestion, regroupant 38 IAE dans toute la France. Il fait partie des IAE les plus cotés de France selon le SMBG.

## Historique
Créé en 1956, il n'a cessé depuis de croître en effectif étudiants, passant d'une vingtaine à ses débuts à plus de 2 200 inscrits, tous sites confondus. Il propose actuellement plus de 20 programmes de formation reconnus sur le plan national et international, seul ou en association avec des établissements comme l’ESSEC, l’ESCE ou l'ESC La Rochelle en France, et de nombreux autres à l'étranger. Il a investi ses locaux actuels à Poitiers après le départ de l'ENSMA, et les occupe avec le rectorat de Poitiers.
En 1985, le pôle gestion de la faculté des sciences économiques rejoint l'IAE qui portait à ce moment le nom Institut de Gestion de Poitiers – Institut d’Administration des Entreprises.
L'IAE de Poitiers a obtenu la Certification de Services Qualicert "Formation/Recherche" en juin 2006. L'obtention de cette certification de services valorise les efforts que l'IAE de Poitiers réalise en permanence pour répondre aux attentes de ses étudiants et des entreprises partenaires. Le taux élevé d'insertion professionnelle, plus de 90 % pour les promotions de 2020-2023, en est une autre preuve.
Début 2015, le logo change, de couleur bleue et rouge avec des lettres en minuscules, porte désormais la mention école universitaire de management.

## Formations
L'IAE gère trois sites (Poitiers, Niort et Angoulême, dans l'ordre chronologique d'ouverture), et opère également à Paris et à l'étranger. Il est le plus important Établissement d'Enseignement Supérieur de Management du Grand Ouest de la France. Grâce au travail de 50 enseignants permanents et de 250 intervenants professionnels, il forme chaque année plus de 2 200 étudiants ou salariés d'entreprises répartis dans 20 filières universitaires, parmi lesquelles :

### Licences (Baccalauréat + 3 ans)
- Licence en Économie-Gestion, parcours Gestion
  - Ouverte à Poitiers, avec des adaptations correspondant aux spécialités de chaque site en Master. (Cette Licence existe aussi en Formation à Distance).
- Licence Comptabilité Contrôle Audit (CCA, Poitiers),
- Licence Professionnelle Commerce et Distribution (Poitiers),

### Masters (Baccalauréat + 5 ans)
- Mention Finance, Comptabilité

Ancien logo jusqu'en 2015

  - Master en comptabilité contrôle audit (CCA, Poitiers),
  - Master Finance et Ingénierie Financière (Poitiers),
  - Master Contrôle de Gestion et Audit Organisationnel (anciennement Systèmes d'Information et Contrôle, Poitiers, apprentissage en 2e année),
  - Master Gestion Fiscale (Poitiers, apprentissage en 2e année),
- Mention Management
  - Master Gestion des Ressources Humaines (Poitiers, apprentissage en 2e année).
    - Existe aussi en Formation Continue, à Poitiers.
    - Existe aussi en Formation à Distance.

  - Master Management International (Poitiers),
    - Existe aussi en Formation à Distance.

  - Master Administration des Entreprises (MAE, Poitiers), ex-Certificat d'Aptitude à l'Administration des Entreprises (CAAE),
    - Existe aussi en Formation Continue, à Poitiers.
    - Existe aussi en Formation à Distance.
    - Dans le cadre d'un partenariat avec l'ENSIP, peut être délivré en 3e année d'école d'ingénieurs[4].

  - Master Management International des activités touristiques,
  - Master Gestion et Administration des Établissements du Système Educatif (GAESE, Poitiers, en collaboration avec l'ESEN).

- Mention Stratégie Marketing
  - Master Commerce International (Poitiers),
    - Existe aussi en Formation Initiale à Segonzac (Charente), option Vins et Spiritueux[5],
    - Existe aussi en Formation Continue à Paris, en association avec l'École supérieure du commerce extérieur (ESCE),
    - Existe aussi en Formation à Distance.

  - Master Marketing et Stratégie (Poitiers),
    - Existe aussi à Paris, en association avec l'École supérieure du commerce extérieur (ESCE)
    - Existe aussi en Formation Continue, à Poitiers.

  - Master Management des Projets Marketing (Niort, apprentissage en 1e et 2e année),
  - Master Digital Youth Marketing (Angoulême, CEPE),
  - Master Communication, Design et Packaging (Angoulême, CEPE),

- Mention Communication des Organisations
  - Master Stratégies Numériques de Communication (Pôle Information-Communication, apprentissage en 2e année),
  - Master Intelligence Economique (Pôle Information-Communication, apprentissage en 2e année).

L'IAE de Poitiers propose égalementy, après le parcours Bac+5, un DU Recherche, en vue de la préparation d'un Doctorat.

## International
L'IAE de Poitiers a construit un réseau international qui compte une cinquantaine d’Universités étrangères réparties dans près de 30 pays et offre de larges possibilités d'étudier à l'étranger avec le programme d’échanges universitaires ERASMUS. L’IAE offre l’opportunité aux étudiants souhaitant développer leur projet professionnel à l’international.
De plus, un stage linguistique est aussi obligatoire pour les étudiants de licence (BAC+3) afin d'acquérir la maturité et l'ouverture internationale nécessaires à la fonction managériale dans les entreprises d'aujourd'hui, ce qui place l'IAE de Poitiers comme un précurseur du Réseau IAE en la matière.
Enfin, l'IAE s'est impliqué activement dès le début des années 1990 dans la Formation Ouverte et à Distance, d'abord en partenariat avec le CNED puis en association avec des partenaires étrangers. Dans ce cadre, il a tissé des partenariats avec de nombreux pays pour y mettre en place des programmes délocalisés en Chine, Égypte, au Liban, Brésil, Maroc et à Madagascar.

## Recherche
Le CEREGE (Centre de Recherche en Gestion) rassemble des chercheurs et doctorants de l'IAE et de plusieurs autres facultés ou institutions, répartis en plusieurs équipes de recherche thématiques. Certains travaillent en étroite collaboration avec des entreprises du secteur privé (BNP Paribas …), d'autres avec des Ministères ou la Cour des Comptes.
Le Centre Européen des Produits de l'Enfant (CEPE), à Angoulême, constitue un autre volet de la recherche à l'IAE.

### Doctorats[6]
| Année       | 1993 | 1994 | 1995 | 1996 | 1997 | 1998 | 1999 | 2000 | 2001 | 2002 | 2003 | 2004 | 2005 | 2006 | 2007 | 2008 | 2009 | 2010 | 2011 | 2012 | 2013 | 2014 | 2015 | 2016 | 2017 | 2018 | 2019 | 2020 | 2021 | 2022 | 2023 |
| Soutenances | 3    | 7    | 7    | 5    | 6    | 2    | 2    | 2    | 4    | 1    | 3    | 4    | 7    | 3    | 5    | 5    | 4    | 6    | 1    | 6    | 8    | 7    | 3    | 10   | 4    | 6    | 4    | 10   | 9    | 8    | 10   |

### Manifestations scientifiques
L'IAE organise régulièrement des Congrès nationaux ou internationaux. Ces dernières années :
- En 2005, le CIGAR 10th Congress.
- En 2006, le congrès de l'association française de finance[7].
- En 2007, le congrès de l'association francophone de comptabilité[8].
- En 2012, le 21e congrès des IAE[9].
- En 2017, le 38e congrès de l'agence francophone de comptabilité.
- En 2020, le 10e congrès Atlas-AFMI[10].
- En 2022, la conférence "Autonomie stratégique : prospective et stratégies"[11].
- En 2022, le 31e congrès des IAE[9].

## Historique des directeurs
- René Savatier (1956-1960)
- Henri Hornbostel (1960-1970)
- Jean Savatier (1970-1981)
- Jean-Pierre Helfer (1981-1988)
- Jean-Louis Malo (1988-1991)
- Daniel Gouadain (1991-1994)
- Michel Kalika (1994-1997)
- Serge Percheron (1997-2007)
- Evelyne Lande (2007-2017)
- Jérôme Méric (2017-2022)
- Benjamin Dreveton (2022- )